# スペースライダー
スペースライダー (英ːSpace Rider,Space Reusable Integrated Demonstrator for Europe Return) とは欧州宇宙機関(ESA)が計画する無人 軌道宇宙飛行 リフティングボディ スペースプレーンである。手頃な価格で日常的な宇宙へのアクセスを提供することを目指している。 機体と地上インフラの建設に関する契約は2020年12月に締結された。 初飛行は現在2025年の第3四半期を予定している。
スペースライダーの開発は、ESA と協力してイタリアの欧州再利用可能軌道上実証機プログラム (PRIDE プログラム) によって主導されており、2015 年 2 月 11 日に打ち上げられた再使用型宇宙往還実験機 (IXV) の次の段階にあたる。 IXVには打ち上げロケットを除いて3,670万米ドルの費用がかかった。 2019年11月にセビリアで開催されたESA閣僚理事会では、参加加盟国からスペースライダーの開発に1億9,573万ユーロの割り当てが採択された。

## 設計
スペースライダー の設計は、これもヨーロッパ再利用可能軌道上実証機プログラム (PRIDE) の一環として、IXVで開発された技術を継承している。  設計チームは、リフティングボディのみを使用する場合と、追加での翼と垂直尾翼を使用する場合のトレードオフを検討した。  その結果、2017 年にヴェガロケットのフェアリングの内部空間を最大限活用できるデザインに決まった。その空力形状は、IXVと同様、翼を持たない単純なリフティングボディになった。 3軸姿勢制御には機体後部に設けられたフラップを用いる。

### 着陸

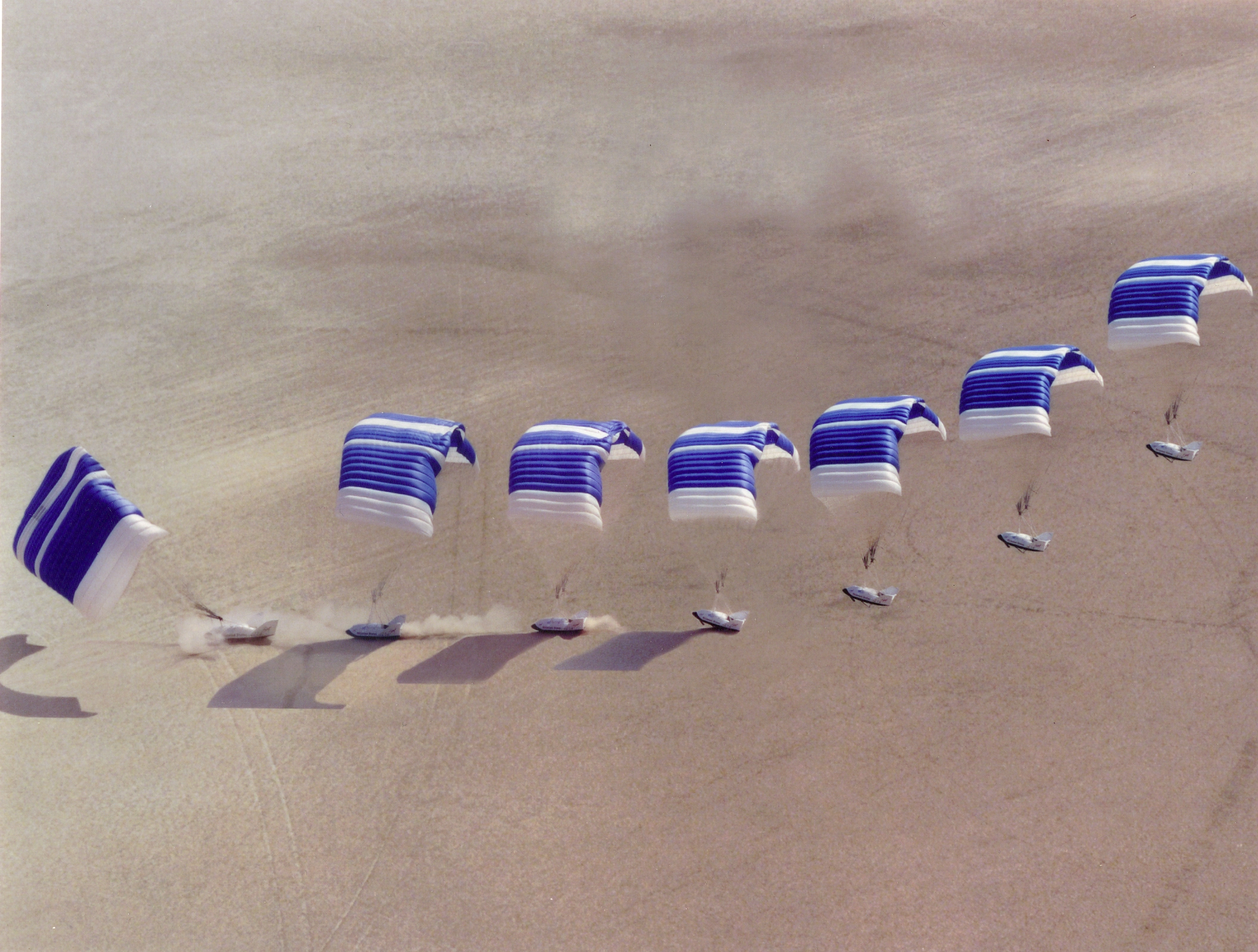
スペースライダーは、1999 年に NASA X-38 で使用されたように、操縦可能なパラフォイルを着陸に使用する。

大気圏に突入すると、リフティングボディにより滑空、宇宙船は亜音速（マッハ 0.8 以下）まで減速する。
その後高度約 15 ～ 12 km で 1 つまたは 2 つのドローグ パラシュートが展開されてさらに減速する（マッハ 0.18 ～ 0.22）。 パラフォイルと呼ばれる操縦可能な滑空パラシュートが展開され、車輪を使用せずにほぼ水平な接地（約 35 m/s）の制御降下フェーズに入る。 着陸方法は NASA X-38に似ている。

## 主要な諸元
| スペースライダー         | パラメータ/単位           |
| ------------------------ | ------------------------- |
| 乗員数                   | 無人                      |
| 長さ                     | ≥ 8.044 m (26.39 ft)      |
| RM 長さ                  | ≥ 4.6 m (15 ft)           |
| AOM 長さ                 | ≥ 3.5 m (11 ft)           |
| ペイロード容積           | ≥ 1.2 m3 (1200 liters)    |
| 質量                     | 最大 4,900 kg (10,800 lb) |
| ペイロード質量           | 620 kg (1,370 lb)         |
| 飛行時間                 | 最大60 days               |
| 着陸質量                 | 2,850 kg (6,280 lb)       |
| 着陸精度                 | 150 m                     |
| 着陸速度                 | 水平: 35 m/s; 垂直: 3 m/s |
| パラシュート展開時の衝撃 | < 4 g                     |
| 電力                     | 600 ワット                |
| 再使用可能回数           | 6 回                      |
| ターンアラウンドタイム   | 6ヶ月未満                 |